# Литовская улица (Чернигов)
Литовская улица (укр. Литовська вулиця) — улица в Новозаводском районе города Чернигова, исторически сложившаяся местность (район) Коты. Пролегает от проспекта Мира до пересечения улиц Инструментальная и Евгена Онацкого (ранее 2-й переулок Пархоменко), также до улицы Генерала Авдеенко.
Примыкают улицы Смирнова, Сечевых Стрельцов (Гомельская), Квитки Цысик (Тюленина), переулок Коты (Громовой).

## История
Называлась Кирова — в честь революционера, советского государственного и политического деятеля Сергея Мироновича Кирова. После вхождения в черту города Чернигова села Бобровица в декабре 1973 года, появилась ещё одна улица Кирова, которая в апреле 1974 года была переименована на улицу Менжинского.
Современной участок улицы Инструментальная — прежняя часть улицы Кирова, где расположен пивкомбинат «Десна» (дом № 59) и «Черниговский инструментальный завод» (дом № 61), согласну изданию «Чернігівщина: Енциклопедичний довідник». Часть улицы Кирова была выделена в отдельную Инструментальную улицу.
В 2015 году комиссией по упорядочиванию наименований улиц было предложено новое название улица Виктора Башкирцева, данное предложение было отклонено депутатами городского совета.
19 февраля 2016 года улица получила современное название, согласно Распоряжению городского главы В. А. Атрошенко Черниговского городского совета № 54-р «Про переименование улиц города» («Про перейменування вулиць міста»)

## Застройка
Парная и непарная стороны улицы заняты усадебной застройкой. Проложена в западном направлении, после пересечения с переулком Громовым имеет два ответвления. Один участок идёт на юг до Инструментальной улицы, где парная сторона занята усадебной застройкой, непарная — нежилая (относится у улице Инструментальная). Другой — на запад до улицы Генерала Авдеенко, где непарная сторона занята усадебной застройкой, парная — не застроена (поле).
Учреждения:
1. дом № 2 — автомобильно-строительный кооператив № 39
2. дом № 72 — автомобильный кооператив № 20[5]